# Галустов, Валерий Завенович
Валерий Завенович Галустов (9 января 1939, Баку — 18 мая 2017, Луганск) — советский футболист, выступавший на позиции полузащитника. Известен по выступлениям за луганскую «Зарю», в составе которой сыграл более 300 матчей. Сыграл 58 матчей и забил 2 гола в высшей лиге СССР. Мастер спорта СССР (1962), заслуженный тренер УССР (1972), почетный работник физкультуры и спорта Украины.

## Биография
Воспитанник бакинского футбола, первый тренер — Евгений Иванович Жариков. Выступал за юношескую сборную Азербайджанской ССР. Взрослую карьеру начал в команде «Нефтегаз» (завод им. Будённого), выступавшей в чемпионате города Баку. В 1957 году по приглашению тренера И. М. Константинова вместе с ещё семью бакинскими футболистами перешёл в северодонецкий «Химик», откуда спустя два года перебрался в луганские «Трудовые Резервы» (позднее — «Заря»).
На уровне команд мастеров дебютировал в 1959 году в составе «Трудовых Резервов», выступавших в группе «Б». Сразу стал игроком основного состава команды. В начале 1964 года перешёл в киевское «Динамо» и сыграл два матча за дубль, но, не пробившись в основной состав киевлян, вскоре вернулся в Луганск. В 1967—1968 годах в составе «Зари» выступал в высшей лиге, принял участие в 58 матчах и забил 2 гола. Всего в составе «Зари» выходил на поле в матчах чемпионата 329 раз и забил 30 голов (по другим данным — 331 матч / 27 голов). Был капитаном команды. По окончании сезона 1968 года завершил спортивную карьеру.
Четырежды включался в список лучших игроков УССР — № 1 — 1962, № 2 — 1963, № 3 — 1965, 1966. В 1962 году стал чемпионом УССР среди команд группы «Б».
В 1968—1969 годах работал тренером «Зари», затем на протяжении многих лет (1970—1974, 1978, 1985, 1989—1990) — начальником команды. По итогам сезона-1972, когда «Заря» стала чемпионом СССР, удостоен звания «Заслуженный тренер УССР».
С 1990 по 2014 годы работал завучем СДЮСШОР «Украина» (Луганск).

## Стиль игры
Превосходный игрок середины поля. Его отличала высокая техника приема и обработки мяча, широкий тактический кругозор, умение точным и своевременным пасом вывести на голевую позицию партнера, широкий диапазон действий. Обладал хорошо поставленным ударом.— Сайт «Луганск. Наш футбол»

## Личная жизнь
Скончался 18 мая 2017 года в Луганске на 79-м году жизни. Похоронен на луганском кладбище «Острая могила».
Сын Виктор (род. 1961) тоже был футболистом, выступал в высшей лиге за «Зарю», «Таврию» и ЦСКА.